# 施塔特帕克湖

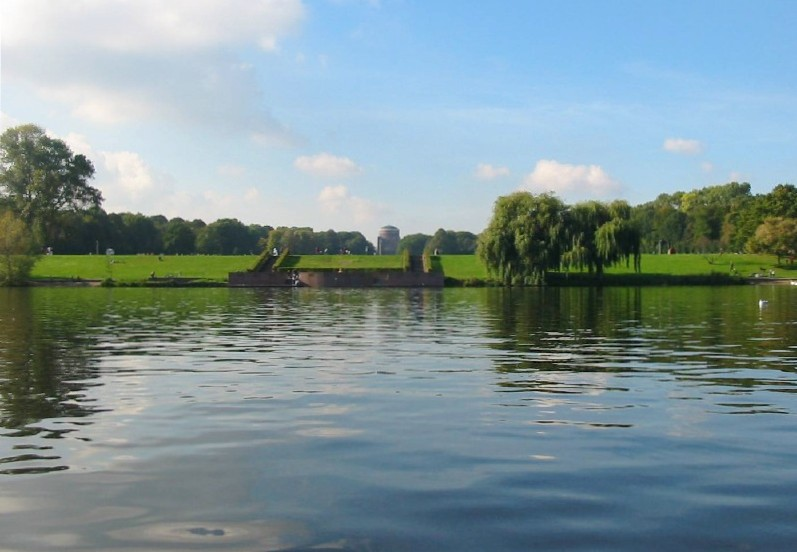

53°35′35″N 10°1′32″E / 53.59306°N 10.02556°E
施塔特帕克湖（德語：Stadtparksee），是德國的湖泊，由漢堡負責管轄，處於漢堡市立公園，建於1910年至1914年期間，長0.4公里、寬0.3公里，面積0.08平方公里，海拔高度3米。